# عوليس (رواية)

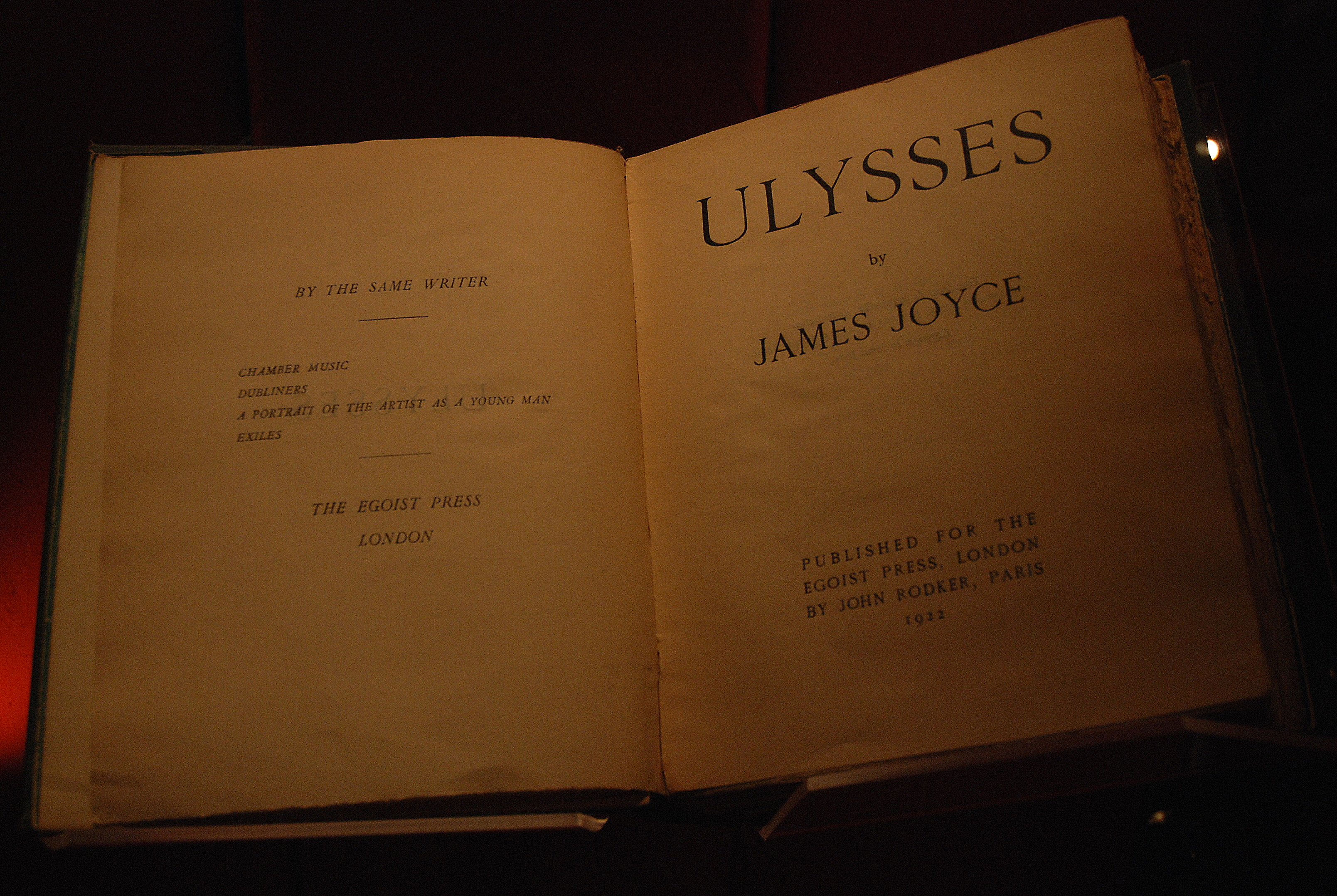
نسخة من طبعة للرواية صدرت سنة 1922، من مقتنيات مكتبة جون ريلاندس في مانشستر

عوليس أو يوليسيس (بالإنجليزية: Ulysses)‏ هي رواية للكاتب الأيرلندي جيمس جويس، نشرت للمرة الأولى على حلقات في جريدة «ذا ليتل ريفيو» (بالإنجليزية: The Little Review)‏ الأمريكية بين شهري مارس 1918 وديسمبر 1920، ثم نشرته سيلفيا بيتش في باريس في كتاب صدر في 2 فبراير 1922. تعد من أبرز الأعمال في الأدب الحداثي حتى أنها اعتبرت «نموذجاً وإجمالاً للحركة بأكملها».
تسجل الرواية خط سير ليوبولد بلوم داخل مدينة دبلن خلال يوم عادي هو 16 يونيو 1904 (وهو تاريخ اللقاء الأول بين جويس وـ زوجته فيما بعد ـ نورا بارناكل)، ويشير العنوان إلى أوديسيوس (الذي اقتبس اسمه عن اللاتينية إلى يوليسيس (عوليس))، وهو بطل أوديسة هوميروس، ويفتح المجال لعدة موازنات بين شخصيات وأحداث ملحمة هوميروس وبين شخصيات وأحداث رواية جويس (مثلاً: الموازنة بين ليوبولد بلوم وعوليس، وبين مولي بلوم وبينيلوبي، وبين ستيفن ديدالوس وتليماك). ويحتفل معجبو جويس في مختلف دول العالم بما يسمى «يوم بلوم» (بالإنجليزية: Bloomsday)‏ في 16 يونيو من كل عام.
يبلغ طول رواية «عوليس» حوالي 265 ألف كلمة، ويستخدم جويس فيها قاموساً يصل إلى 30 ألف مفردة (تشمل أسماء الأعلام وصيغ الجمع ومختلف تصريفات الأفعال)، وتنقسم إلى 18 حلقة. ومنذ نشرت الرواية دار حولها الكثير من الجدل والانتقادات، من بينها حظر الرواية لفترة لاتهامها بالإباحية، وما عرف بحروب جويس (بالإنجليزية: Joyce Wars)‏ التي دارت حول الرواية. ومما يجعل الرواية ذات قيمة عالية في تاريخ الأدب الحداثي استخدامها تقنية تيار الوعي، وبنيتها المحكمة، وثراؤها في تجسيد الشخصيات وحس الفكاهة. وقد تصدرت الرواية سنة 1998 قائمة أفضل 100 رواية باللغة الإنجليزية في القرن العشرين.

## الترجمة إلى العربية
نُشرت أول ترجمة عربية للرواية في الذكرى المئوية لمولد جويس عام 1982، وقد أنجزها الدكتور طه محمود طه، أستاذ الأدب الإنجليزي بجامعة عين شمس، الذي كان قد بدأ في ترجمتها عام 1964، ونشرها في طبعتها الأولى المركز العربي للبحث والنشر، ثم نُشرت طبعة ثانية منقحة عن الدار العربية عام 1994، كما ترجمها الشاعر والمترجم العراقي صلاح نيازي ترجمة جديدة صدر جزؤها الأول مزودًا بشروح وافية عن دار المدى للثقافة والنشر في دمشق عام 2001.

## الأهمية الأدبية والاستجابة الناقدة
ضمن مراجعة نُشرت في مجلة ذا دايل، كتب ت. س. إليوت حول عوليس: «أعتبر هذا الكتاب أنه أهم تعبير أوجده العصر الحالي، وهو كتاب ندين إليه جميعًا، ولا يمكن لأحد منا أن يفر منه». ثم استطرد في التشديد على أن جويس لم يكن مخطئًا إذا لم يفهمه الناس من بعده: «الجيل التالي مسؤول عن نفسه؛ الرجل العبقري مسؤول عن أقرانه، لا عن استديو مليء بالمغرورين الأمّيين غير المنضبطين».
سُمّيت رواية عوليس «أبرز مَعْلَم في الأدب الحداثي»، وهي عمل تُصوَّر فيه تعقيدات الحياة «ببراعة فنية ولغوية فذّة وغير مسبوقة». اعتُبر هذا الأسلوب أفضل مثال على استخدام تقنية سيل الوعي في أدب الخيال الحديث، إذ يذهب المؤلف أعمق وأبعد من أي روائي آخر في التعامل مع المونولوج الداخلي وسيل الوعي. أُشيد بهذه التقنية لتمثيلها المخلص لتدفق الأفكار، والمشاعر، والانعكاسات النفسية، والتحولات المزاجية.
أشار الناقد الأدبي إدموند ويلسون إلى أن عوليس تحاول «بأسلوب دقيق ومباشر قدر الإمكان تصوير كيف تبدو مساهمتنا في الحياة؛ أو بالأحرى، ما يبدو لنا وكأننا نعيش من لحظة إلى أخرى». قال ستيوارت غيلبيرت: «شخصيات عوليس ليست وهمية» إنما «هؤلاء الناس هم كما يجب أن يكونوا؛ هم يتصرفون، ونحن نرى، وفقًا لبعض القوانين الأبدية، حالة حتمية من وجودهم بحد ذاته». من خلال هذه الشخصيات «يحقق جويس تفسيرًا متماسكًا ومتكاملًا للحياة».
يستخدم جويس «الاستعارات والرموز والغموض والإيحاءات التي تربط نفسها معًا تدريجيًا لتكوين شبكة من الروابط التي تربط العمل بأكمله». يمنح هذا النظام من الترابط الرواية أهمية واسعة وأكثر عالمية، إذ «يصبح ليوبولد بلوم عوليسًا حديثًا ممثلًا كل شخص في مدينة دبلن التي تصبح أشبه بصورة مصغرة للعالم». وصف إليوت هذا النظام بأنه «الطريقة الأسطورية»: «طريقة للمتابعة والتنظيم وإعطاء شكل وأهمية للمشهد الشامل الهائل للعبثية والفوضى، ألا وهو التاريخ المعاصر». وصف الروائي فلاديمير نابوكوف رواية عوليس بأنها «عمل فني إلهي» وأكبر تحفة فنية في تاريخ القرن العشرين، وقال إنها «تسمو فوق بقية كتابات جويس» مع «أصالة نبيلة ووضوح فريد للفكر والأسلوب».
كان للكتاب منتقدوه أيضًا استجابةً لتضمينه غير المألوف في ذلك الوقت العناصرَ الجنسية بشكل أساسي. وصف شاين ليزلي عوليس بأنها «بلشفية أدبية... تجريبية، ومعادية للتقليدية، ومعادية للمسيحية، وفوضوية، وغير أخلاقية إطلاقًا». صرّحت فرجينيا وولف: «كانت رواية عوليس كارثة لا تُنسى؛ هائلة في الجرأة وكارثة مريعة». ذكر أحد النقّاد في الصحف أنها تتضمن «مجارير سرية للرذائل... مُقنّاة ضمن فيض الافكار غير المعقولة والصور والكلمات الإباحية» و«تثير الاشمئزاز وتحرض السباب واللعنة» التي «تحط نعمة المخيلة والذكاء وربوبية اللغة وتنتقصها وتهينها».

## روابط خارجية
- عوليس على موقع الموسوعة البريطانية (الإنجليزية)